# Загорица при Великем Габру
Загорица при Великем Габру (словен. Zagorica pri Velikem Gabru) је насељено место у општини Требње, регија Југоисточна Словенија, Словенија.

## Историја
До територијалне реорганизације у Словенији била је у саставу старе општине Требње.

## Становништво
У попису становништва из 2011. године, Загорица при Великем Габру је имала 229 становника.
| Број становника према пописима | Број становника према пописима | Број становника према пописима |
| ------------------------------ | ------------------------------ | ------------------------------ |
| 1991                           | 2002                           | 2011                           |
| 194                            | 229                            | 229                            |

Напомена: До 1953. исказивано под именом Загорица.